# Joseph-Marie Sardou
Joseph-Marie Sardou SCJ (ur. 25 października 1922 w Marsylii, zm. 19 września 2009 w Rzymie) – francuski duchowny katolicki, w latach 1985-2000 arcybiskup Monako. Święcenia kapłańskie przyjął w Marsylii w 1949 roku. Mianowany przez papieża Jana Pawła II arcybiskupem Monako, sakrę przyjął 30 września 1985. 16 maja 2000 roku papież zaakceptował rezygnację złożoną przez niego w związku z ukończeniem 75 roku życia i wyznaczył na następcę Bernarda Barsiego, dotychczasowego wikariusza generalnego Nicei. Joseph Sardou zmarł w Rzymie 19 października 2009 roku.